# 2000 (Album)
2000 ist das Debütalbum des deutschen Rappers Pashanim. Es erschien am 13. Juni 2024 über das Musiklabel Urban Records, ein Sublabel der Universal Music Group.

## Veröffentlichung und Inhalt
Der Titel 2000 ist eine Referenz auf das Geburtsjahr von Pashanim (* 30. November 2000).
Er kündigte das Erscheinen des Albums in der Beschreibung des Instagram-Posts zur EP Tage vor 2000 (erschienen am 21. Dezember 2023) erstmals an: „Album wenn’s wieder warm ist“. 2000 erschien schließlich am 13. Juni 2024 nach einem Monat Promo-Phase.
2000 erschien digital, als CD und als Vinyl. Beim Merchandise stand die limitierte CD + T-Shirt, die Vinyl und die normale CD + T-Shirt zur Auswahl.
Als Singles wurden die Lieder Mittelmeer und Florenz ausgekoppelt.

## Titelliste
| Nr.          | Titel                           | Länge |
| ------------ | ------------------------------- | ----- |
| 1.           | Intro                           | 1:42  |
| 2.           | Florenz                         | 2:32  |
| 3.           | GTA                             | 2:28  |
| 4.           | Mittelmeer                      | 2:59  |
| 5.           | Moltisanti                      | 2:40  |
| 6.           | TXL                             | 1:55  |
| 7.           | 2000                            | 2:26  |
| 8.           | Bis hierhin liefs noch ganz gut | 2:17  |
| 9.           | Duty Free                       | 2:32  |
| 10.          | 2007 skit (hk beatz)            | 1:16  |
| 11.          | Jede Saison                     | 2:50  |
| 12.          | U1 Freestyle                    | 2:15  |
| 13.          | 1. Mai                          | 2:24  |
| 14.          | Nokia 3310 – Bonustitel         | 2:09  |
| Gesamtlänge: | Gesamtlänge:                    | 32:33 |

## Rezeption
Bei den Hiphop.de Awards 2024 wurde 2000 als „Bestes Album national“ ausgezeichnet.

## Kommerzieller Erfolg

### Chartplatzierungen
2000 stieg am 21. Juni 2024 auf Rang eins der deutschen Albumcharts ein. Darüber hinaus erreichte das Album auch die Chartspitze der deutschsprachigen Albumcharts sowie die Chartspitze der Hip-Hop-Charts. In der Schweiz erreichte das Album ebenfalls die Chartspitze und in Österreich Rang drei.
Für Pashanim avancierte 2000 nach Himmel über Berlin und Tage vor 2000 je zum dritten Chartalbum in Österreich und der Schweiz sowie nach Himmel über Berlin zum zweiten in Deutschland. In allen drei Ländern ist es nach Himmel über Berlin sein zweites Top-10-Album sowie sein erstes Nummer-eins-Album in Deutschland und der Schweiz.
| ChartsChartplatzierungen | Höchstplatzierung | Wochen |
| ------------------------ | ----------------- | ------ |
| Deutschland (GfK)        | 1 (… Wo.)         | …      |
| Österreich (Ö3)          | 3 (42 Wo.)        | 42     |
| Schweiz (IFPI)           | 1 (48 Wo.)        | 48     |

| ChartsJahrescharts (2024) | Platzierung |
| ------------------------- | ----------- |
| Deutschland (GfK)         | 18          |
| Österreich (Ö3)           | 59          |
| Schweiz (IFPI)            | 26          |

### Auszeichnungen für Musikverkäufe
| Land/Region        | Auszeichnungen für Musikverkäufe (Land/Region, Auszeichnung, Verkäufe) | Verkäufe |
| ------------------ | ---------------------------------------------------------------------- | -------- |
| Deutschland (BVMI) | Gold                                                                   | 75.000   |
| Insgesamt          | 1× Gold ·                                                              | 75.000   |